# Melanolagus bericoides
Melanolagus bericoides) es una especie de pez marino actinopterigio, la única del género monoespecífico Melanolagus. Su nombre viene del griego 'melanos (negro) + lagos (liebre, correr).

## Morfología
La longitud máxima descrita es de 20 cm. La aleta anal es más larga que el pedúnculo caudal y las aletas pectorales pegadas a la superficie ventral del cuerpo; no tienen vejiga natatoria; cabeza y cuerpo de color negro cuando está fresco.

## Distribución y hábitat
Es un pez marino batipelágico de aguas profundas que vive entre 100 y 1.700 metros de profundidad, Se distribuye de forma muy amplia por aguas del océano Pacífico, océano Índico y océano Atlántico. Usualmente se le captura aislado, pero también en pequeñas agregaciones; se alimenta de plancton.